# Carex siderosticta
Carex siderosticta är en halvgräsart som beskrevs av Henry Fletcher Hance. Carex siderosticta ingår i släktet starrar, och familjen halvgräs.

## Underarter
Arten delas in i följande underarter:
- C. s. pilosa
- C. s. siderosticta

## Bildgalleri

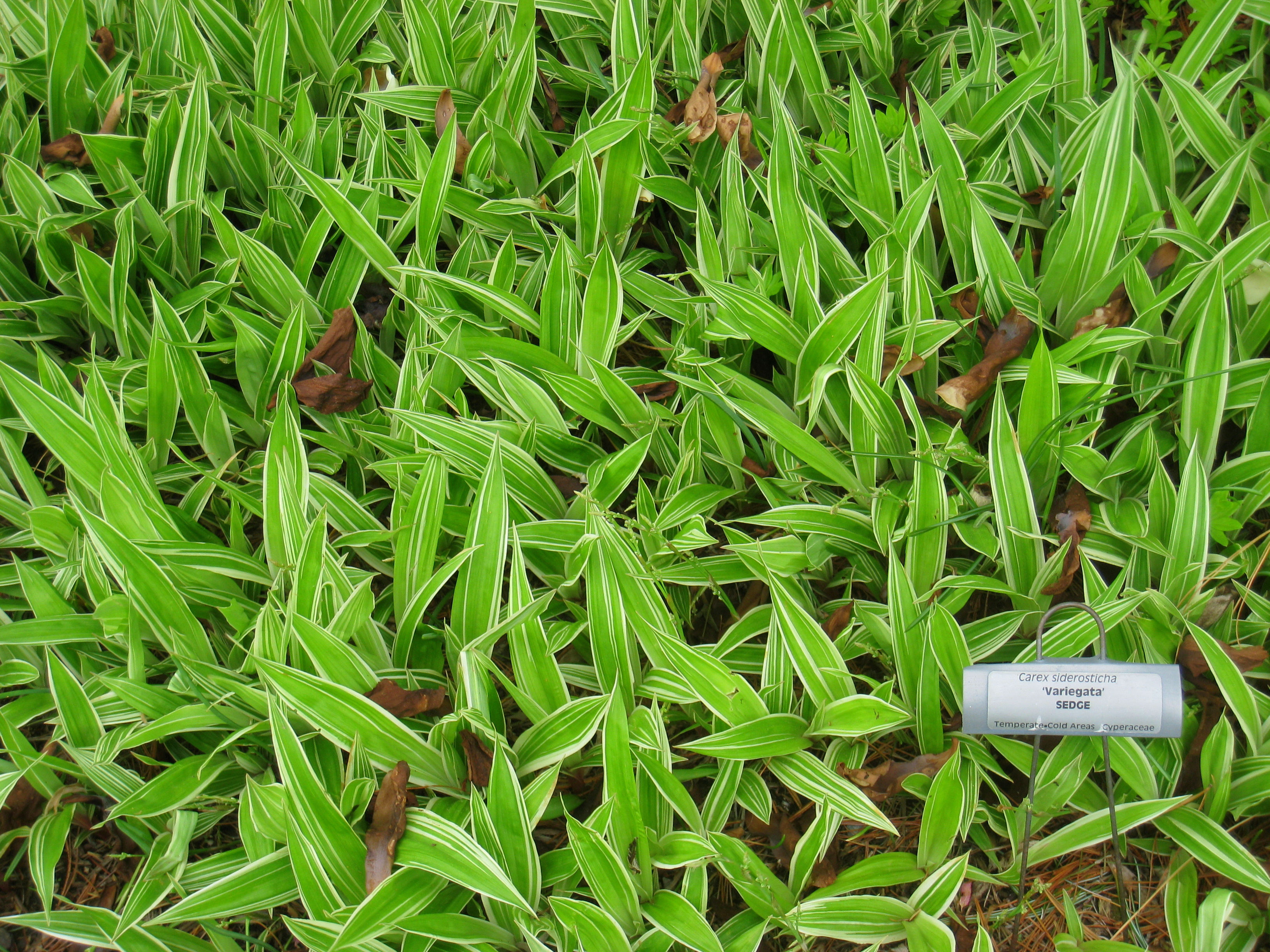